# Niquero
Niquero est une ville et une municipalité de Cuba dans la province de Granma.

## Situation

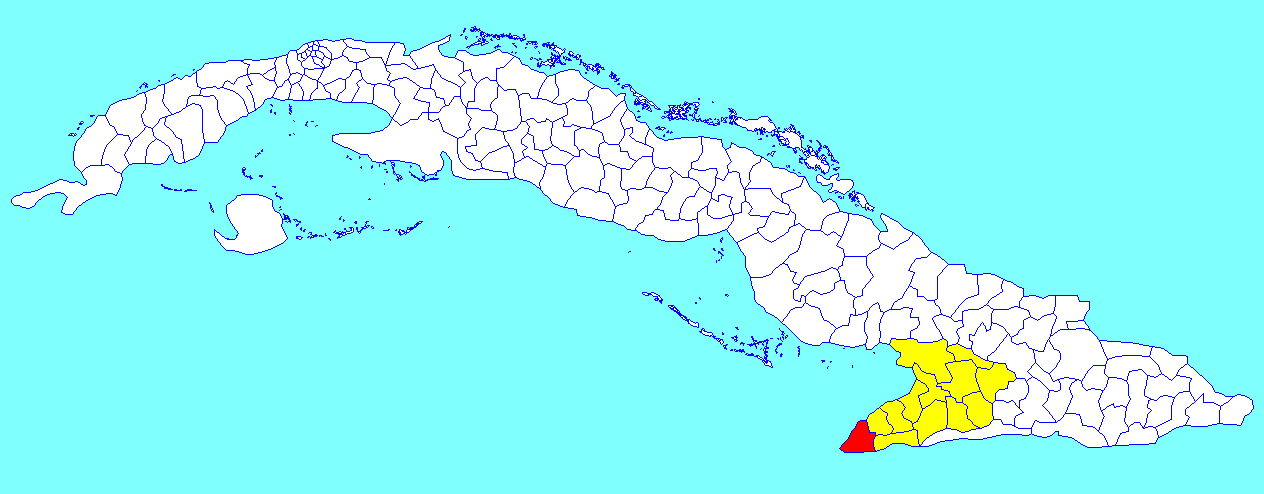
Municipalité de Niquero dans la province de Granma

La municipalité est sur la côte sud de Cuba, à l'extrémité ouest de la province de Granma. Elle est aussi à l'extrémité de la péninsule qui ferme le sud-est du golfe de Guacanayabo, se terminant avec le cap Cruz séparant ce golfe de la mer des Caraïbes.
Son chef-lieu Niquero est sur la côte sud-est du golfe de Guacanayabo, à 138 km au sud-ouest de Bayamo la capitale de province de Granma, 225 km ouest de Santiago de Cuba et 822 km sud-est de La Havane.

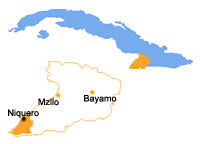
Niquero dans la province de Granma
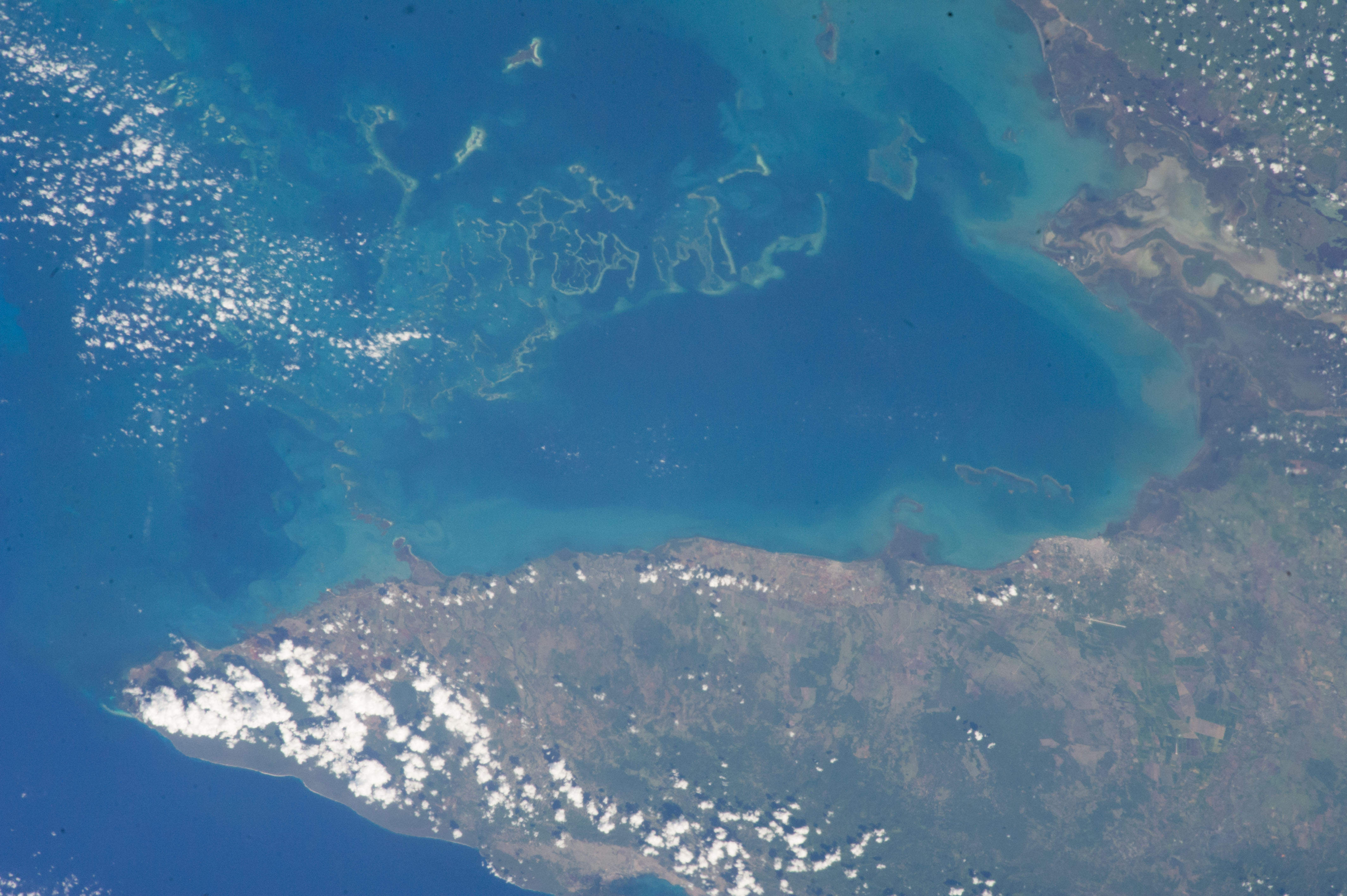
Péninsule de Niquero, et le golfe de Guacanayabo bordé de bleu turquoise
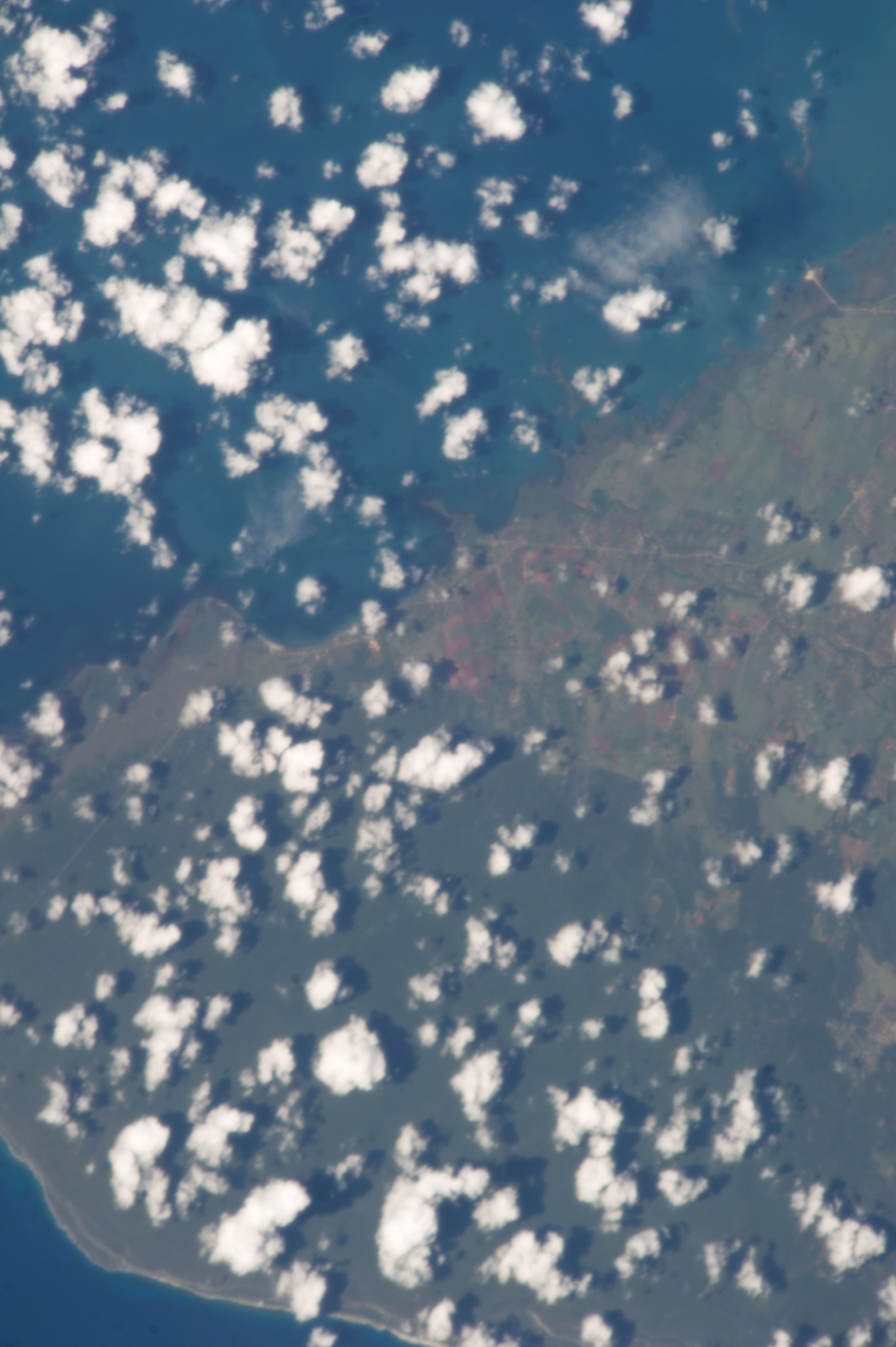
La côte de Niquero

### Municipalités voisines

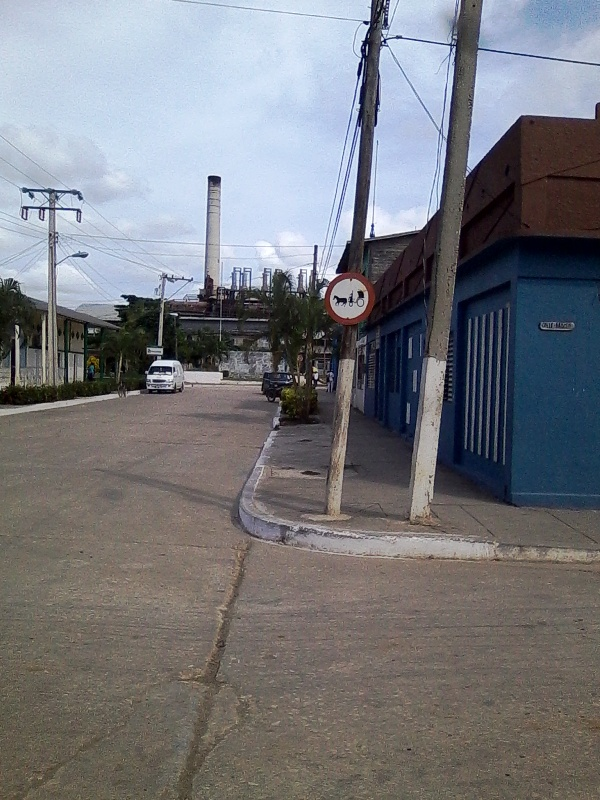
Niquero : « Attention, voitures attelées »

### Divisions administratives
La municipalité inclut huit consejos populares : Belic, Hondón, La Ricardo, Río Nuevo, Montero, Urbano Norte, Urbano Sur et Urbano Este.

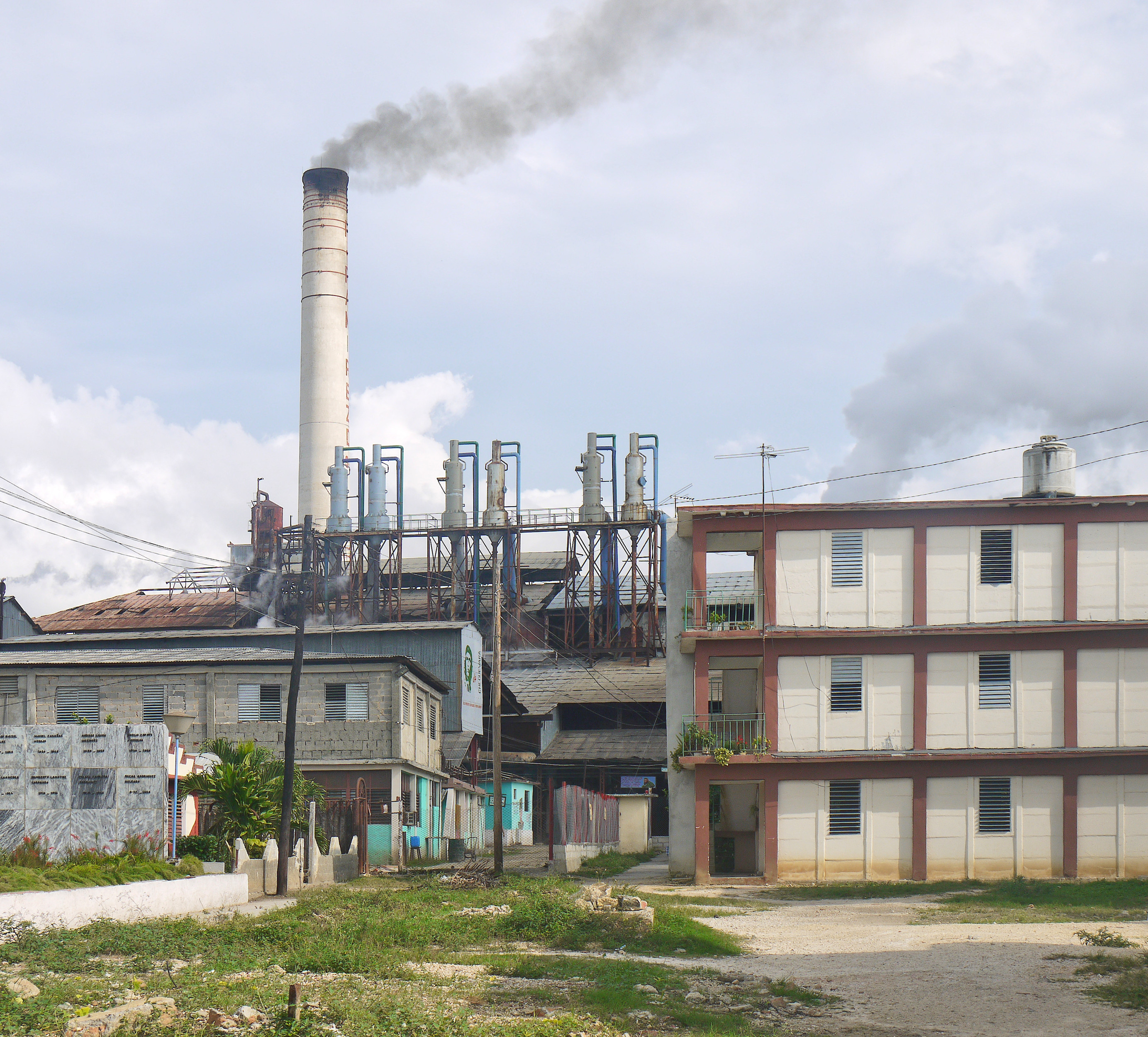
Niquero, usine de sucre "Roberto Ramírez Delgado"
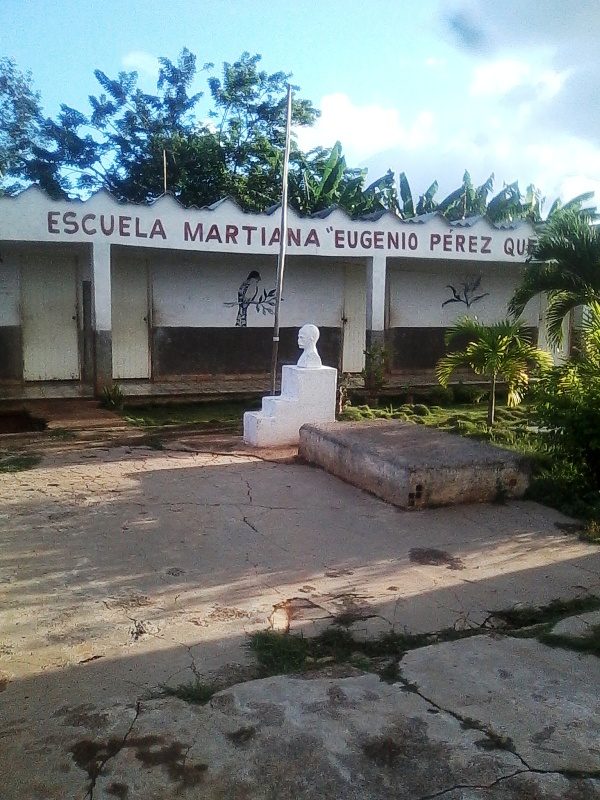
École primaire à Alegría de Pío (es)
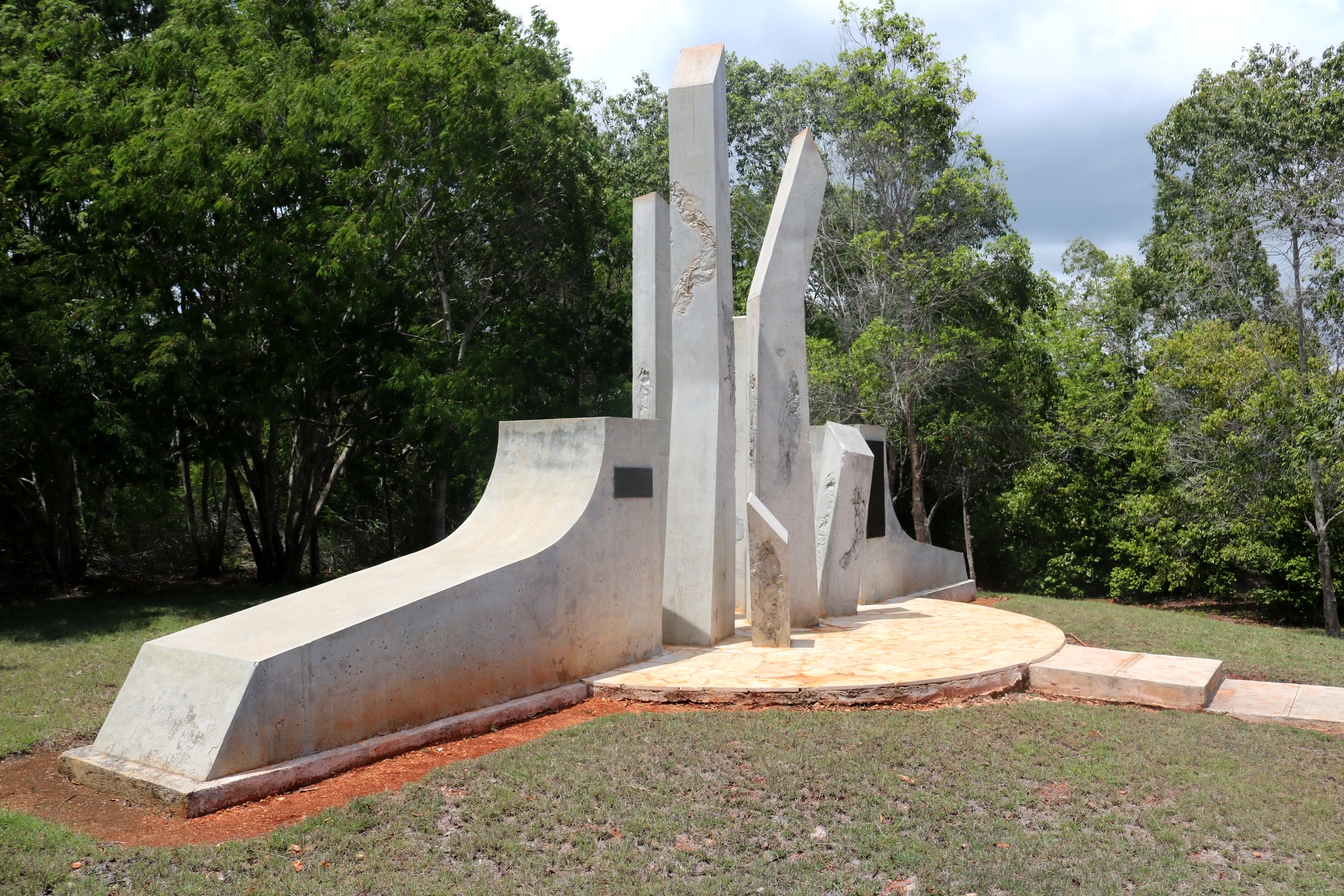
Près d'Alegría de Pío (es)[4] : monument aux révolutionnaires morts à la suite du débarquement du Granma de décembre 1956[n 2]…
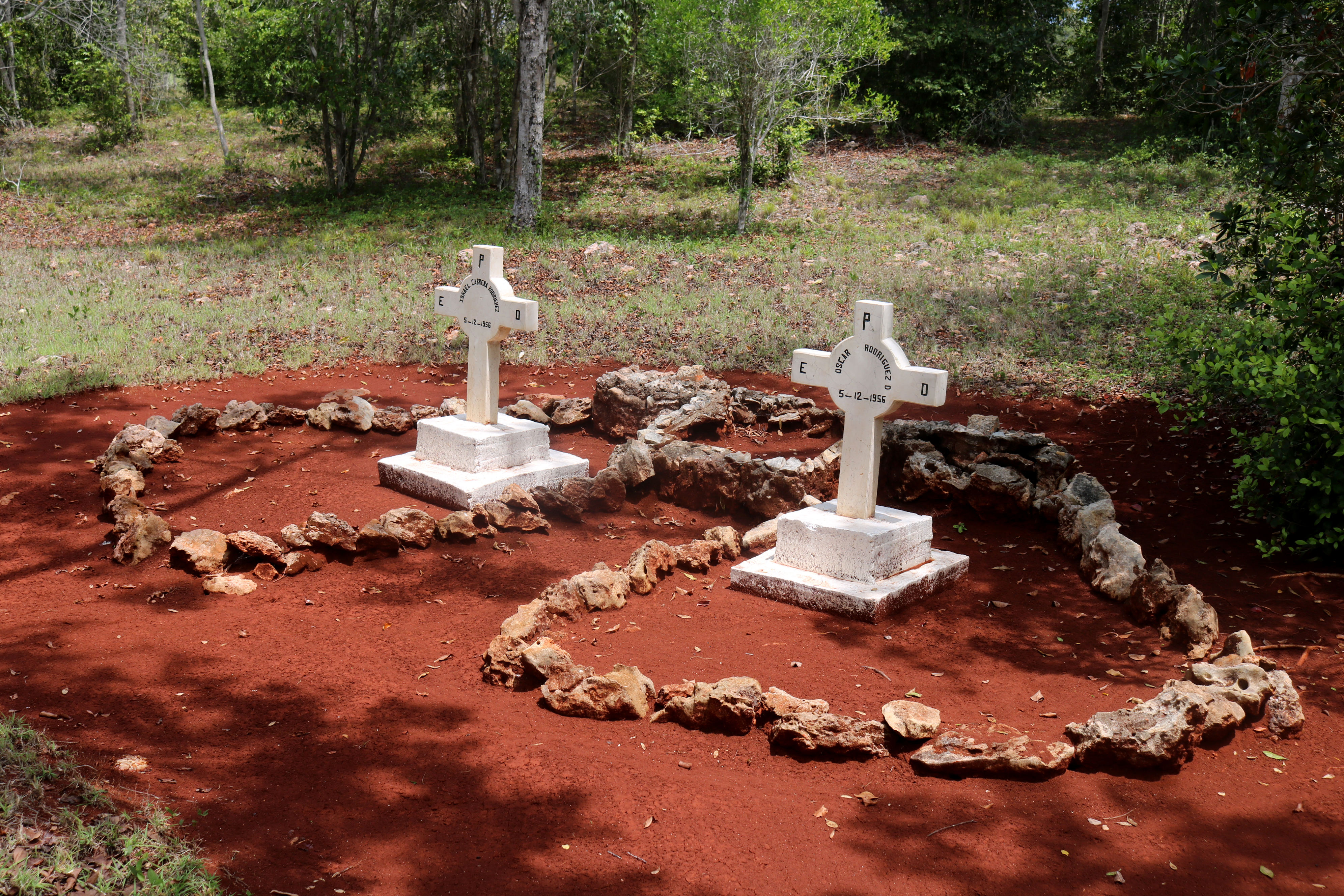
… et tombes de deux d'entre eux : Israel Cabrera Rodriguez et Oscar Rodriguez
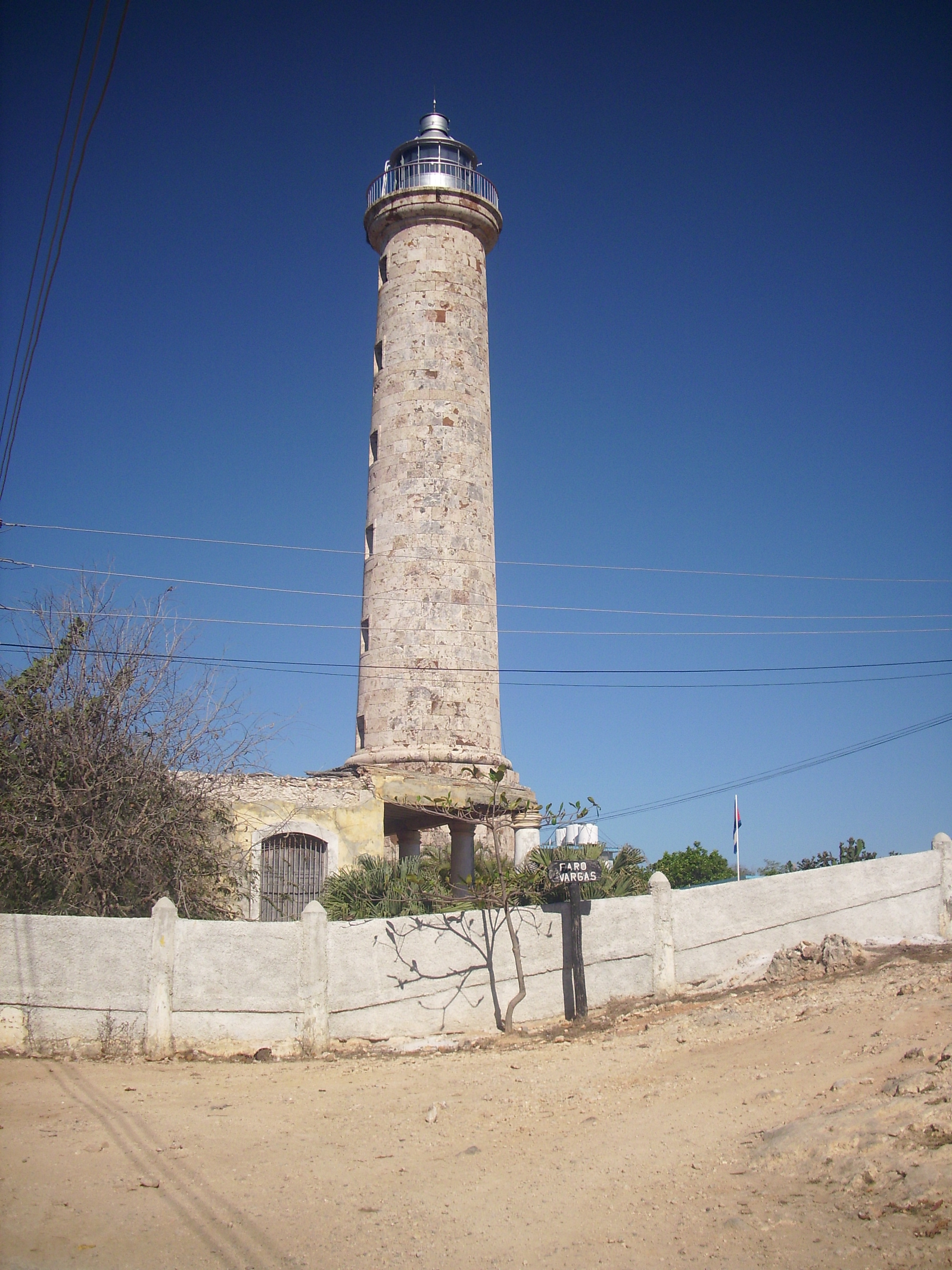
Cap Cruz, phare Vargas
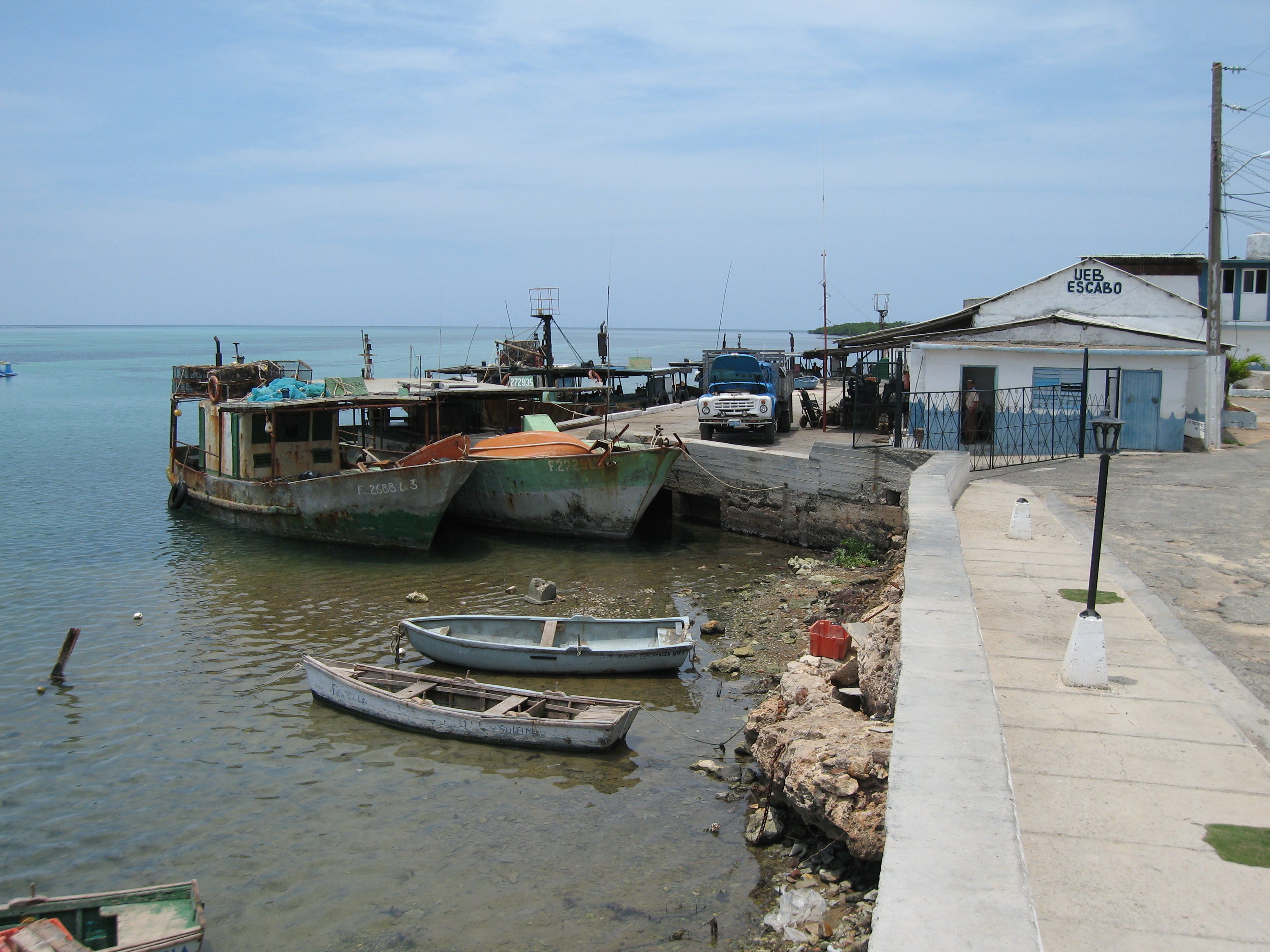
Cap Cruz, près du phare

## Population
En 2022 la population de la municipalité est estimée à 41 198 habitants. Pour une surface de 579,8 km2, la densité est de 71,06 habitants/km².

## Histoire
En 1901, les communes de Niquero et Campechuela sont supprimées et leurs territoires intégrés à Manzanillo. En 1912 Campechuela est restauré, et Niquero l'est aussi en 1916.

## Environnement
Une grande partie du parc national Desembarco del Granma se trouve dans le sud de son territoire,.

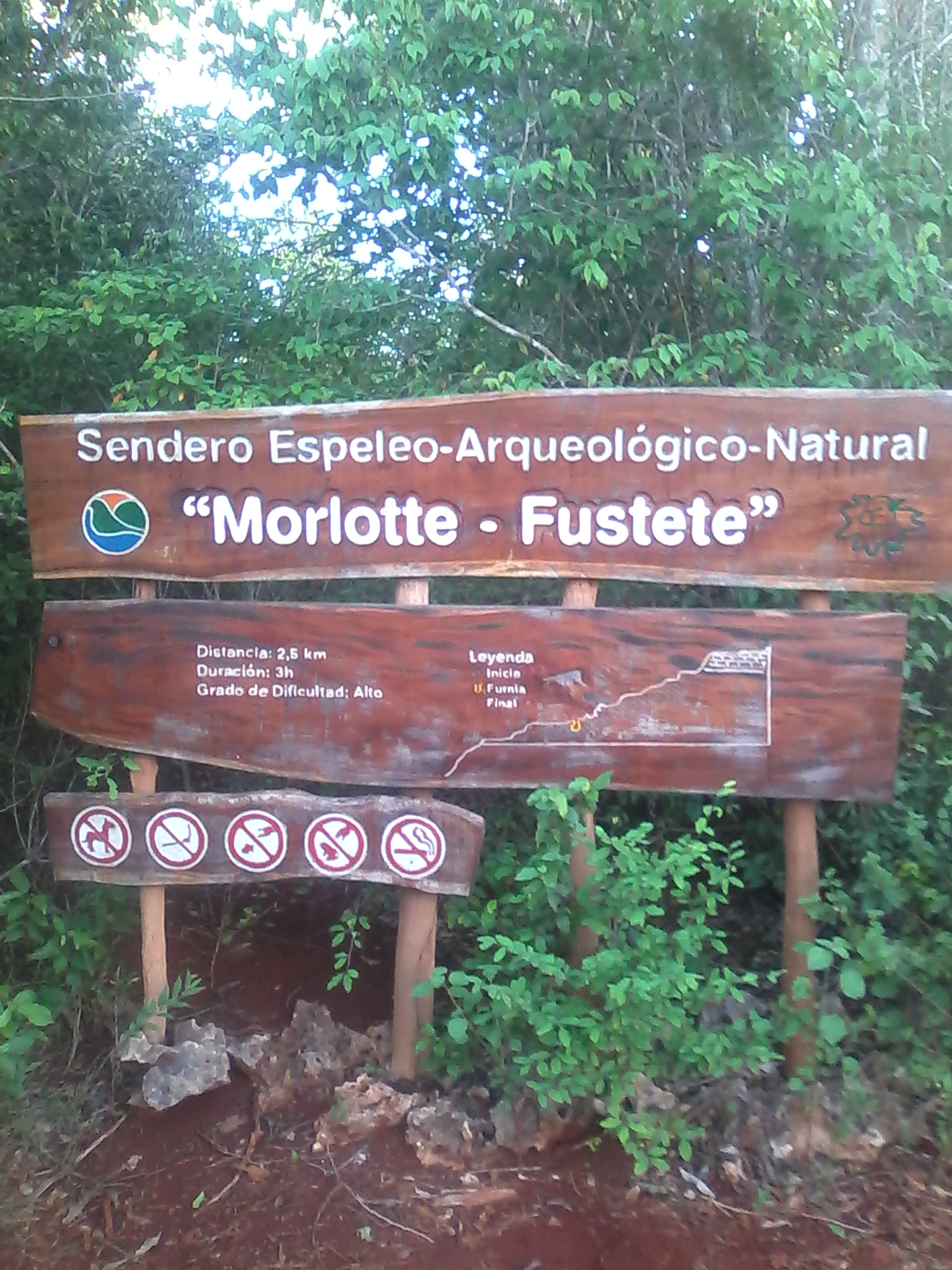
Sentier spéléo-archéologique Morlotte - Fustete

Plusieurs chemins de randonnée sont présents :

Le sentier spéléo-archéologique Morlotte - Fustete, de 2 km, passe par des terrasses marines (avec par endroits des échelles en bois à franchir) et mène à la grotte du Fustete (cueva del Fustete, 5 km de longueur) et à l'Hoyo de Morlotte, cavité karstique circulaire de 77 m de profondeur. 

Le sentier El Samuel (1,3 km) mène à la grotte Espelunca, qui a peut-être été utilisée comme lieu de cérémonies par les peuples précolombiens. 

La Boca de Toro, de 6 km, passe par le belvédère naturel Farallón de Blanquizal et conduit à de hautes falaises dominant une vallée fluviale. 

Un chemin de 18 km de Las Coloradas à Niqueron retrace les pas des révolutionnaires après leur débarquement en décembre 1956 ; il continue vers l'est jusqu’à Cinco Palmas et se termine à la Comendancia de La Plata,.

Parc national Desembarco del Granma
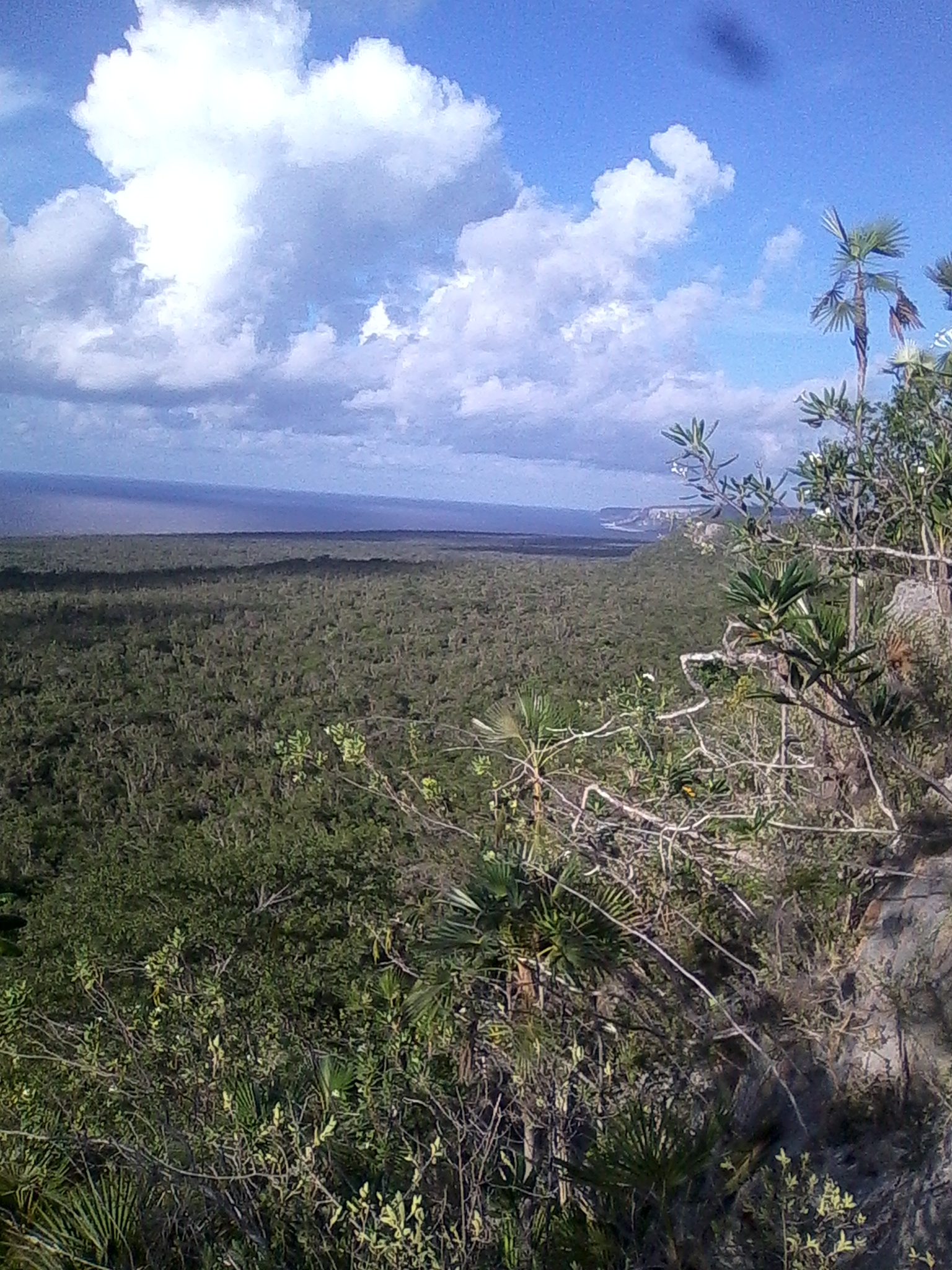
Vue sur la mer
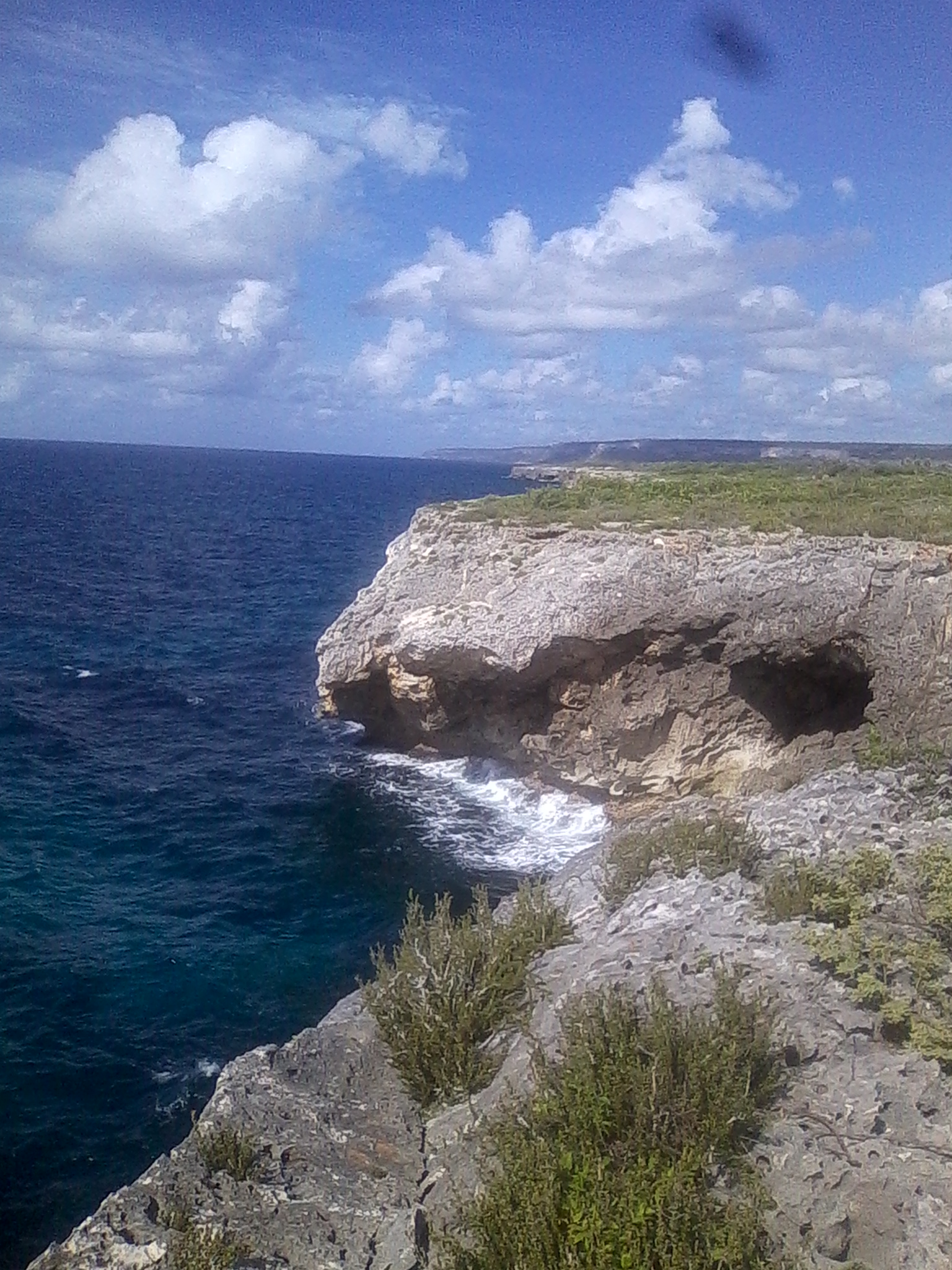
Une côte marine
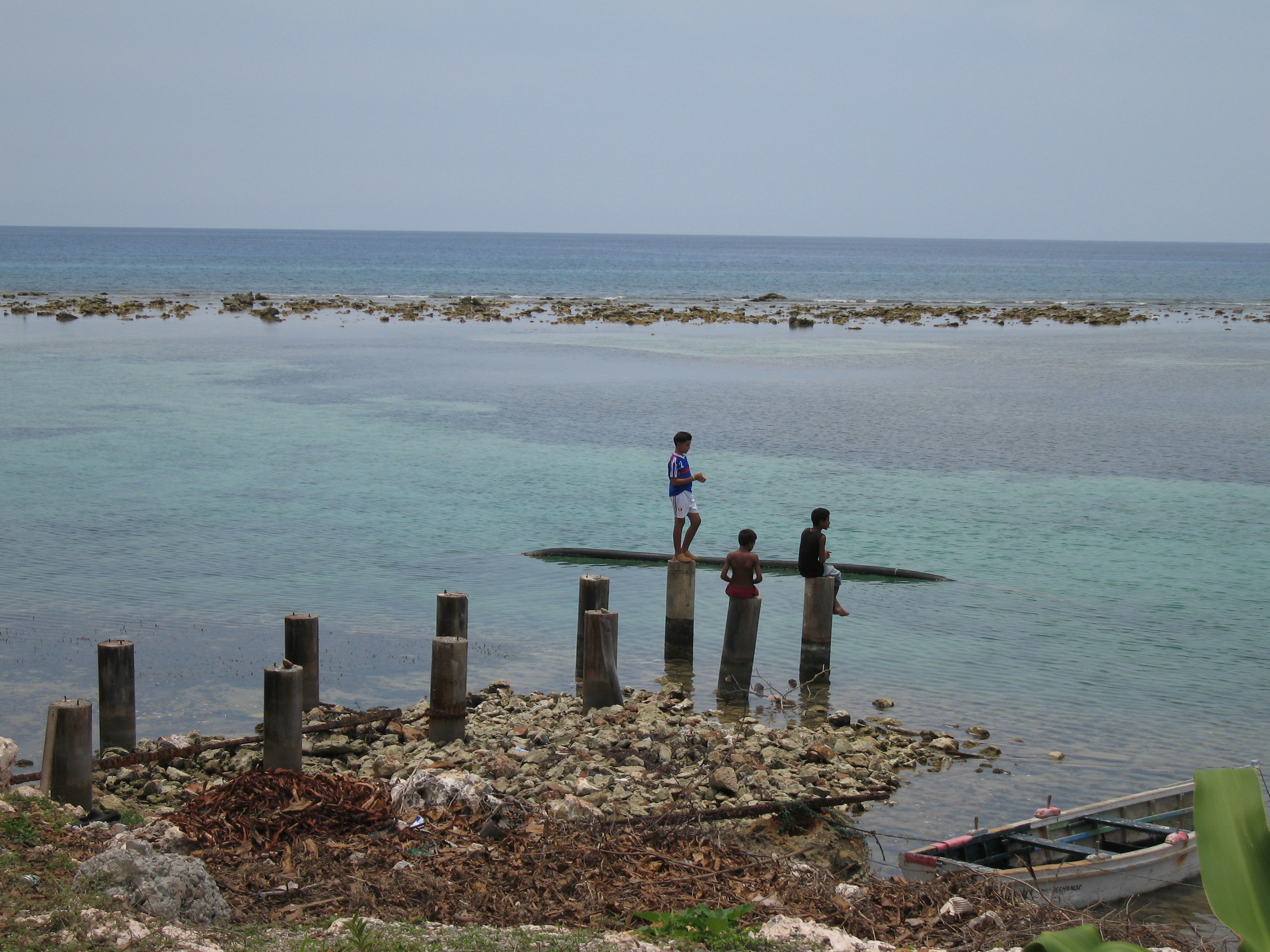
Cap Cruz
Cascade
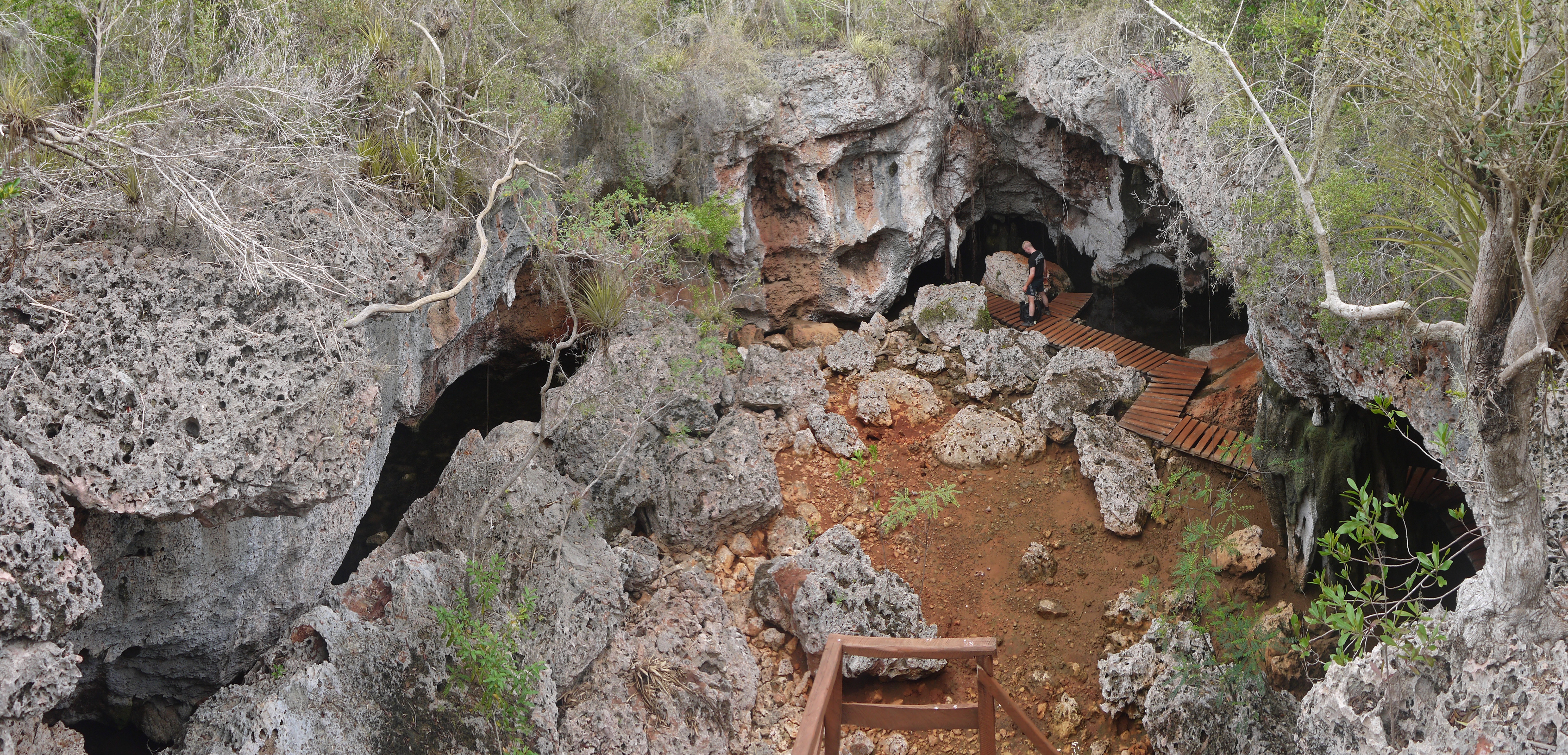
Grotte des Pétroglyphes